# Leptocoma sperata
Hút mật họng hồng là một loài chim trong họ Nectariniidae.